# Монте а Пеша (Пистоја)
Монте а Пеша је насеље у Италији у округу Пистоја, региону Тоскана.
Према процени из 2011. у насељу је живело 36 становника. Насеље се налази на надморској висини од 308 м.